# Genyorchis pumila
Genyorchis pumila är en orkidéart som först beskrevs av Olof Swartz, och fick sitt nu gällande namn av Rudolf Schlechter. Genyorchis pumila ingår i släktet Genyorchis och familjen orkidéer. Inga underarter finns listade i Catalogue of Life.